# التقاط الحركة

نموذج من لاقط الحركة

لاقط الحركة أو إلتقاط الحركة (بالإنجليزية: Motion Capture)، يقع اختصارها باسم "MoCap" وهي عملية تسجيل ورقمنة حركات كائن أو شيء ما ثم ترجمتها إلى مصطلحات رياضية يمكن استخدامها في مجالات مختلفة، مثل التشخيص الطبي وإعادة التأهيل البدني والسينما والرياضة. وتتضمن هذه العملية تتبع عدد من نقاط الاهتمام (Point of interest)، مثل المفاصل في جسم الإنسان، على مساحة ثلاثية الأبعاد وعلى مدة زمنية معينة وذلك للحصول على تمثيل فريد للأداء الحركي ثلاثي الأبعاد. يشمل المصطلح عموما الآليات والأساليب والتقنيات المستخدمة للالتقاط وتسجيل وتحليل حركة الأشخاص بشكل أساسي.
تعد الأنظمة البصرية للالتقاط الحركة هي الأكثر استخداما في مجال السينما والألعاب والإعلانات. حيث تعتمد هذه الأنظمة عدد من الكاميرات التي تصور بتقنية الأشعة تحت الحمراء ويرتدي الممثل أو المؤدي ملابس خاصة حين يقوموا بتأدية المشاهد التمثيلية فتلتقط هذه الأجهزة الحركة وتقوم بتحويلها إلى Key frames أي مفاتيح حركة على برامج الجرافيك.
- Autodesk Maya
- Softimage
- Adobe Aftereffects
- Houdini